# Gymnosporia obscura
Gymnosporia obscura är en benvedsväxtart som först beskrevs av Achille Richard, och fick sitt nu gällande namn av Ludwig Eduard Theodor Loesener. Gymnosporia obscura ingår i släktet Gymnosporia och familjen Celastraceae. Inga underarter finns listade.